# Qala
Qala a máltai Gozo legkeletibb községe és helyi tanácsa, lakossága 1609 fő. Nevének jelentése védett kikötő, és a közeli Ħondoq ir-Rummien kikötőjére utalt.

## Története
Első telepeseire ma csupán egy menhir emlékeztet. Föníciai és római lakói néhány sírt és cseréptöredékeket hagytak maguk után.
A mai község első említése a 15. századból maradt ránk. Bár régóta lakott, mint állandó település csak a 17. század második fele óta létezik. A keleti part védelmére üteg is épült a sziget csúcsán, a St. Anthony battery. Az 1667-es összeírás La Cala néven említi, ekkor 14 háztartásban 65 lakosa volt. 1688 és 1700 között a Kelet-Gozo egyházközség központja volt, míg a plébános át nem költözött Nadurba. Brichelot és Bremond 1718-as térképén szerepel a Ħondoq ir-Rummien öböl (Khandac rumien). 1864-ben az újonnan alakult Gozói egyházmegye első püspöke az qala-i Mikiel Franġisk Buttiġieġ lett. A település 1872. február 3-a óta önálló egyházközség. A plébániatemplom 1882 és 1889 között épült Ġuzepp Diacono tervei alapján barokk stílusban, 1904. május 8-án szentelték fel. 1963 és 1973 között kísérleti jelleggel önkormányzatot kapott. 1993 óta Málta 68 helyi tanácsának egyike.

## Önkormányzata
Qalát öttagú helyi tanács irányítja. A jelenlegi, hatodik tanács 2012 óta van hivatalban.
Polgármesterei:
- Francis Grima (1994-1997)[5]
- Paul Buttiġieġ (1994-1997)
- Louis Vincent Buttiġieġ (1994-1997)
- Paul Buttiġieġ (Munkáspárt, 1997-2012)
- Clint Camilleri (Munkáspárt, 2012-)

## Nevezetességei
- Szeplőtlen fogantatás kápolna: a Ħondoq Ir-Rummien felé vezető út mentén áll. A település első temploma, 1575 körül épült. Egy bővítés után 1688. április 28-án Kelet-Gozo plébániatemploma lett, és az maradt 1700-ig, amikor Nadur átvette a szerepét.
- Il-Madonna tal-Blat-kápolna (Szűz Mária-kápolna a sziklákon): a Cominóra néző kápolna a legenda szerint azért épült, hogy vihar esetén a sziget lakói láthassák a misét.
- Bronzkori "keréknyomok"
- St. Anthony-üteg (it-Trunċiera): 1731-32 között épült Gozo keleti sarkában a Gozo és Comino közti csatorna őrzésére. Maga a bástya ma romos, életveszélyes állapotban van
- A sziget legjobb állapotban megőrzött szélmalma
- Sólepárlók
- Az qala-i állókő: a nagyjából 3 méter magas menhir Qala központjában áll, modern épületek között, a kőkorban talán egy templom része lehetett. Az állókőhöz kötődik az Qala óriásasszonya című legenda[6]
- Ħondoq Ir-Rummien-öböl, a helyiek kedvelt barbecue-helye
- A csak csónakkal megközelíthető Għar Minka-barlang

Hagyományok:
- A községhez kötődik az Qala óriásasszonya mellett a Hölgy fehérben legendája is[7]

Események:
- International Folk Festival: a helyi tanács és a Menhir Qala Folk Group szervezte háromnapos fesztivál helyi és külföldi folk-zenekarok részvételével
- Gozo International Celebration: évente háromszor megrendezett fesztivál

## Kultúra
Band clubja: Għaqda Mużikali ‘Ite ad Joseph’.

## Sport
Sportegyesülete a Qala St. Joseph Football Club & Nursery.

## Közlekedés
Autóval csupán néhány percre van a mġarri kompkikötőtől. Rabat felől a 42-es és 43-as buszokkal megközelíthető.

## Híres szülöttei
- Anton Buttiġieġ író, politikus, köztársasági elnök (1912-1983)
- Mario Grech egyházjogász, Gozo jelenlegi püspöke (*1957)